# Полкановит
Полканови́т — очень редко встречающийся минерал родия из класса арсенидов. Относится к типу «сернистые соединения и их аналоги». Кристаллизуется в гексагональной сингонии. Химический состав выражается формулой Rh12As7. Был впервые обнаружен в россыпях реки Миасс на Южном Урале в 1998. Авторы открытия — С. Н. Бритвин, Н. С. Рудашевский, А. Н. Богданова, Д. К. Щербачёв. Назван в честь академика Юрия Полканова.